# Georges Monti
Georges Monti (verwendete Decknamen Graf Marcus Vella und Graf Israel Monti) (* 1880 in Toulouse; † 21. Oktober 1936 in Paris) war ein französischer Okkultist und Angehöriger zahlreicher Logen und Freimaurerorganisationen. Ab dem Ersten Weltkrieg wirkte er als Doppelagent französischer und deutscher Behörden und starb nach Enthüllung seiner prodeutschen Betätigung 1936 an einer Vergiftung.

## Biografie
Über die Kindheit und Jugend Georges Monti ist den vorliegenden Quellen nur wenig zu entnehmen. 1880 in Toulouse geboren, wurde er direkt nach seiner Geburt durch seine alleinlebende italienische Mutter verlassen und von den Jesuiten aufgenommen. Seine Kindheit verbrachte der Junge in einem kleinen Internat in der Via del Tauro in Toulouse. Nach der Schule begann der als intelligent eingestufte Monti ein Studium des Kanonischen Rechts bei den Jesuiten in Toulouse, mit dem Ziel, Priester zu werden. Während seines Studiums hielt sich Monti 1902 einige Zeit in einer jesuitischen Einrichtung im südfranzösischen Albi auf, wo er in Kontakt mit neokatharischen Kreisen kam.
1905 brach Monti sein Studium ab und zog nach Paris, wo er mit Theosophen wie Édouard Schuré und Literaten wie Léon Daudet verkehrte. Regelmäßig suchte der Studienabbrecher die Pariser Buchhandlung l’Art Independant auf, die als Treffpunkt der damaligen französischen Künstler- und Okkultistenszene galt. Hier lernte er sowohl den Besitzer der Buchhandlung, Josephin Péladan, als auch dessen Freund, Gérard Encausse alias Papus, kennen.

## Kontakt mit der Logenwelt
Kurze Zeit nach seiner Bekanntschaft mit den beiden Okkultisten wurde Monti noch 1905 von Péladan in das kabbalistische Rosenkreuz und von Papus in den Martinisten-Orden aufgenommen. 1906 ging Monti gemeinsam mit Papus auf eine Orient-Reise, wo er in der Cheops-Pyramide in einen geheimen orientalischen Orden eingeweiht wurde. Nach seiner Rückkehr 1909 über Griechenland trat Monti in die italienische Großloge Steaku Saloniculus ein. 1910 knüpfte Monti im Namen von Péladan Kontakte zum bayrischen Rosenkreuzer-Orden in München.
Zwischenzeitlich kehrte Monti nach Frankreich zurück, wo er als Redakteur und für den Generalgouverneur von Algerien arbeitete. Vor 1914 hielt er sich erneut in Deutschland auf, wo er seinen Angaben zufolge von Herzog Ludwig in Bayern als „Souveräner Großkomtur des Rosen-Kreuzes von Bayern“ (einem Ehrentitel), an den Hof berufen wurde. Enge Verbindungen unterhielt diese Rosenkreuzer-Loge angeblich zu einem Vehme-Orden (Rache-Orden), der nach seiner Auflösung in der frühen Neuzeit angeblich von König Friedrich II. (dem Großen) wieder begründet worden sei und seitdem im Verborgenen wirkte. Im Rang eines Tempelritters soll Monti auch in diese „Vehme“ eingeweiht worden sein.
Nach dem Attentat von Sarajevo im Juni 1914 kehrte Monti nach Frankreich zurück, da ihm als französischem Staatsbürger Schwierigkeiten in Deutschland drohten. In seiner Heimat wurde er als Agent angeworben und zum Militärdienst verpflichtet, den er als Hilfskraft in der Bibliothek von Orleans ausübte, die reich an freimaurerischen und okkulten Schriften gewesen sein soll.

## Die Zeit nach dem Ersten Weltkrieg
Nach dem Ersten Weltkrieg wirkte Monti offiziell weiter für den französischen Geheimdienst, während er als Schauspieler und Journalist zwischen Berlin und Rom pendelte. In dieser Zeit wirkte er in Filmen mit oder war an deren Erstellung beteiligt. In Rom etwa drehte er einen erfolgreichen Film über Nero, in dem er eine Rolle spielte.
Vor Mussolinis Marsch auf Rom 1923 soll Monti zugleich aber „bestens mit den Freimaurer-Kreisen Roms vertraut“ gewesen sei, wie er Journalist Gerard de Sède es später berichtete: Monti hielt demnach „die Schlüssel der italienischen Freimaurerei in den Händen“, bevor Mussolini an die Macht kam.
Anfang der 1920er Jahre wurde Monti von Aleister Crowley in den Ordo Templi Orientis aufgenommen. 1924 gründete Monti dann gemeinsam mit dem britischen Esoteriker Gaston de Mengel die „Groupe Occidental d‘Études Esotériques“ („Westliche [Okzidentalische] Gruppe für esoterische Studien“) mit Sitz in Paris, 16 avenue de Villiers. In dieser Zeit unterhielt er wieder regen Kontakt zu dem Kreis, den er selbst „bayrische Rosenkreuzer“ nannte, und wurde angeblich in den Rang eines „Komturs des Rosen+Kreuzes von Bayern“  eingeweiht, in dessen Rahmen er dem „oberstem Rat“ dieses Ordens angehörte.
Ab 1933 lebte Georges Monti in der Rue du Rocher 80 in Paris unter dem Namen Graf Marcus Vella Monti, Filmemacher. Kurz darauf nahm er den Titel eines Grafen an und ersetzte seinen Vornamen durch den Namen Israel. Als Graf Israel Monti wurde er 1933 in die jüdische B‘Naï Brith-Loge aufgenommen. De Séde begründete diesen Schritt damit, dass Monti den Orden für Spionagezwecke unterwandert habe: „Obwohl überzeugter Pangermanist und Hitlers Bewunderer, konvertierte der eklektische Monti im Jahr 1932 zum Judaismus“. Er ließ sich von nun an „Graf Israel Monti“ nennen und infiltrierte die jüdische Loge B’nai B’rith. Danach vertrat er die skurrile Meinung, dass die jüdische Gefahr groß sei und die ganze Welt bedrohe.

## Tätigkeit in Rumänien und Tod in Paris
1935 soll Monti den verfügbaren Quellen zufolge „einer der Anführer einer der Eisernen Garde nahestehenden Gruppe gewesen“ sein und habe sich beim freimaurerischen Obersten Schottischen Rat Rumäniens eingeschleust, der das Wirken der Eisernen Garde bekämpft und mit Frankreich sowie Großbritannien zusammengearbeitet habe. Angeblich auf Vermittlung von Oberrabbiner Ovadia lernte Monti den Belgrader Holzgroßhändler Lazarus Avramovitsch kennen, der Großkomtur des Obersten Schottischen Rates von Jugoslawien und Mitglied des Obersten Schottischen Rates von Rumänien sowie Mitglied der jüdischen Geheimgesellschaft gewesen sei.
Kurz darauf enttarnte die Freimaurer-Großloge von Frankreich jedoch Montis Doppelagententätigkeit und denunzierte ihn als Abenteurer und Hochstapler, der weder adlig noch Freimaurer sei. Kurz darauf wurde Monti nach einem Bankett am 21. Oktober 1936 in seinem Pariser Haus in der Rue du Rocher tot aufgefunden. Sein Körper war mit schwarzen Flecken bedeckt, was ein typischer Hinweis auf eine Vergiftung gewesen sei. Ein Freund, der Arzt und Freimaurer Camille Savoire, stellte die Vergiftung fest und soll bemerkt haben: „Er ist an dem Schlag gestorben, der ihn getroffen hat.“ Mit anderen Worten: „Er ist an dem gestorben, was er verdient hat“.

## Diskussion
Weite Teile der aus eigenen Überlieferungen Montis und jenen des Geistlichen Émile Hoffet stammenden Angaben, die Léon de Poncins und Gérard de Sède publizierten, erscheinen unglaubwürdig. Insbesondere für den deutschen Vehme-Orden existieren keine Belege. Allerdings könnte es sich dabei um den 1912 gegründeten Germanenorden handeln, der einen Initiationsgrad des „Vehmeritters“ aufwies und Verbindungen zur Organisation Consul unterhielt, aus deren Reihen Attentate auf Politiker der Weimarer Republik verübt wurden. Mit seinen Angaben nährt Monti zudem Gerüchte um einen erheblichen Einfluss von Rosenkreuzern auf Organisationen, aus denen später die NSDAP hervorgehen sollte.
Der Autor D. Krüger hält die 1924 von Monti gegründete „Westliche [Okzidentalische] Gruppe für esoterische Studien“ für einen Vorläufer der 1929 gegründeten „Bruderschaft der Polaires“, deren Statuten an Monti als Urheber denken lassen. Vornehmlich die Aufgabe der Polaires, „den ungeliebten und ungewollten Kindern Schutz und Hilfe zu bieten“ erinnert stark an Montis eigene Biografie. Zudem verfügten sowohl die Studiengruppe von 1924 als auch die Polaires über eigene Frauengruppen.
Problematisch sind auch die Angaben Montis über eine „jüdische Weltverschwörung“, die er mit seiner Tätigkeit erkannt haben wollte und die heute als antisemitisch einzustufen sind.